# Telefone com botão de pressão
Um telefone com botão de pressão é um telefone que possui botões ou teclas para discar um número de telefone, em contraste com uma discagem rotativa usada em telefones anteriores.
A Western Electric experimentou já em 1941 métodos de uso de palhetas ativadas mecanicamente para produzir dois tons para cada um dos dez dígitos e, no final da década de 1940, essa tecnologia foi testada em campo em um sistema de comutação de barra transversal nº 5 na Pensilvânia. A tecnologia naquela época não era confiável e não foi até depois da invenção do transistor que a tecnologia de botão de pressão se tornou prática. Em 18 de novembro de 1963, após aproximadamente três anos de testes com clientes, o Bell System nos Estados Unidos introduziu oficialmente a tecnologia multifrequência de tom duplo (DTMF) sob sua marca registrada Touch-Tone. Nas décadas seguintes, o serviço de tom por toque substituiu a tecnologia tradicional de discagem por pulso e acabou se tornando um padrão mundial para sinalização de telecomunicações.
Embora o DTMF tenha sido a tecnologia de direção implementada em telefones com botão de pressão, alguns fabricantes de telefones usaram teclados de botão para gerar sinalização de discagem por pulso. Antes da introdução dos aparelhos telefônicos de tom, o Bell System às vezes usava o termo telefone com botão para se referir aos telefones do sistema principal, que eram telefones com discagem rotativa que também tinham um conjunto de botões para selecionar um dos vários circuitos telefônicos ou para ativar outros recursos. Os telefones digitais com botão de pressão foram introduzidos com a adoção da tecnologia de circuito integrado (IC) de semicondutor de óxido de metal (MOS) no início dos anos 1970, com recursos como o armazenamento de números de telefone (como em uma lista telefônica) em chips de memória MOS para discagem rápida.